# Publicité des débats parlementaires
La publicité des débats parlementaires est un principe de droit constitutionnel lié à la démocratie représentative. On distingue traditionnellement :
- La publicité dite « matérielle », c'est-à-dire l’autorisation donnée aux citoyens d’assister, généralement depuis les tribunes des assemblées, aux délibérations des représentants ;
- L’édition de comptes rendus réalisés par la presse ou par des services officiels ;
- La publicité audiovisuelle, fondée sur l’enregistrement des délibérations par les caméras de télévision.

En France, ce principe figure aujourd'hui à l’article 33 de la Constitution de 1958, qui dispose que « Les séances des deux assemblées sont publiques. Le compte rendu intégral des débats est publié au Journal officiel ».

## La difficile reconnaissance du principe de la publicité des débats parlementaires

### Les arguments pour et contre
La difficulté à admettre la publicité des débats parlementaires, dans tous les pays où elle existe, tient à l'existence d'un argumentaire solide en faveur de leur confidentialité, basé sur les principes qui régissent celle des jurys.
On craint, en décrétant la publicité des débats, de nuire à la délibération, en entravant la possibilité pour un parlementaire de changer d'avis du fait du débat ou d'exprimer des opinions divergentes de celles de son parti, en le plaçant toujours dans une situation de parole publique. Parlant « par la fenêtre » à tous les citoyens, un parlementaire pourrait renoncer à tenter de convaincre ses collègues, pour tenter plutôt d'exciter ses partisans hors de l'enceinte parlementaire, contredisant de la sorte un principe fondamental de la démocratie, selon lequel les questions en débat doivent se résoudre pacifiquement et raisonnablement dans le Parlement. La publicité des débats incite ainsi les représentants à radicaliser leurs attitudes, encourage la démagogie, et rend plus difficiles les compromis. On craint aussi que des pressions directes puissent s'exercer sur les députés. En France, le souvenir des interventions du peuple de Paris dans les débats de la Convention pèse sur la théorie du débat parlementaire.
En contrepartie, le secret excite le soupçon, lorsque la confiance des électeurs en leurs mandants est ébranlée. Il nourrit les polémiques quant à l'exécution des lois, faute de pouvoir, en consultant les débats, se référer à l'intention des parlementaires. Il rend plus difficile l'étude des précédents historiques d'une situation. Il semble s'opposer à la libre expression des désaccords institué par la liberté de la presse. Ces arguments ont semblé plus puissants que tous les autres, et ont abouti à faire de la publicité des débats un élément de la norme démocratique.
Le conflit entre les deux argumentaires a cependant abouti à des compromis variables selon les institutions. Dans les parlements, la publicité de la séance est devenue la norme, mais celle des commissions n'est pas générale. Les délibérations du Conseil d'État (France), institution à la fois législative et judiciaire, se font à huis clos, comme celles du pouvoir exécutif. L'assemblée générale d'une société, qui a, quand l'organisation en question a de très nombreux membres, des caractères communs avec une assemblée parlementaire, n'est pas en général publique.

### En Grande-Bretagne
Le Royaume-Uni, qui inventa pourtant le système de Westminster, refusa longtemps la publicité des débats parlementaires. Les propos tenus en séance par les représentants du peuple étaient considérés comme des faits privés, que seuls leurs auteurs pouvaient, ou non, révéler. On craignait aussi qu’une trop grande transparence des délibérations n’empêche les parlementaires de s’exprimer librement. Les procès-verbaux des séances ne contenaient donc que les décisions adoptées par les chambres, et non les délibérations qui les avaient précédées. Tout au long du XVIIe et du XVIIIe siècles, la Chambre des Communes interdit même à plusieurs reprises toute publication de ses débats. En 1771, un conflit grave éclata entre le Parlement et les journalistes, qui alléguaient de la liberté de la presse et qui étaient soutenus par l’opinion. Les chambres durent renoncer à faire poursuivre ceux qui publiaient des comptes rendus de leurs séances. Mais tout au long du XIXe siècle, il arriva encore parfois que des journalistes fussent expulsés des tribunes.

### En France
En France, le secret dans les affaires politiques fut de règle jusqu’à la Révolution. Aussi, en 1789 le public avide d’informations se porta spontanément en foule aux réunions des États généraux. Après un bref débat, les députés du tiers état optèrent pour une transparence complète de leurs travaux, parce qu’ils comptaient s’appuyer sur l’opinion contre Louis XVI et parce que la philosophie des Lumières les avaient persuadé que le secret est le propre des gouvernements despotiques. Au même moment, l’Assemblée nationale instaura d'ailleurs la publicité des débats judiciaires.
La Constitution de 1791, première d’une longue série de lois fondamentales, proclama que : « Les délibérations du corps législatifs sont publiques, et les procès-verbaux de ses séances sont imprimés ». Le journalisme parlementaire se développa ; les comptes rendus réalisés à cette époque pour Le Moniteur universel, notamment, restent une source essentielle sur la période. Toutefois, compte tenu des excès auxquels se livrèrent les spectateurs, qui menaçaient parfois ouvertement les représentants, la convention thermidorienne réglementa l’accès aux séances et le comportement dans les tribunes, par des dispositions qui s’appliquent encore aujourd'hui.
Après 1814, la publicité des débats devint un indice de la démocratisation du régime politique. Les Gouvernements autoritaires, comme la Restauration ou le Second Empire dans sa première phase, restreignirent et contrôlèrent la publication des comptes rendus dans la presse. À l’inverse, les libéraux puis les républicains luttèrent pour la publicité des séances, afin d’informer et d’éduquer les citoyens à la politique. Après la victoire des partisans de la République, en 1877, la publicité des débats s’imposa comme une évidence.

## La mise en place de comptes rendus performants
Les journaux se contentèrent longtemps de publier un simple résumé des débats parlementaires. La création d’un compte rendu intégral fut progressive dans les années 1820 et 1830. Elle supposait le développement de systèmes de sténographie efficaces mais aussi l’application de méthodes rigoureuses afin de transcrire, de traduire en style écrit et de publier en un bref délai la totalité des propos tenus en séance.
L’Angleterre fit le choix de laisser à l’initiative privée, c'est-à-dire à la presse, l’édition de ce verbatim. Une publication, le Hansard, s’imposa comme la référence en la matière et légua son nom à de nombreux journaux à travers le monde. Reconnaissant son utilité publique, les autorités britanniques nationalisèrent en 1909 le Hansard, qui connaissait alors des difficultés financières.
La France opta pour des comptes rendus officiels, édités sous le patronage de chaque assemblée. Dès septembre 1795 (le 18 fructidor an III), des fonctionnaires, appelés secrétaires des débats, furent chargés d’éditer les procès-verbaux des séances. Un service sténographique, chargé du compte rendu intégral, fut mis en place en 1846 à la Chambre des pairs et en 1848 à l’Assemblée nationale. Ce compte rendu a perduré jusqu’à nos jours dans chaque chambre du Parlement, bien que la sténographie ait été abandonnée au tournant du XXIe siècle au profit d’enregistrements numériques. Outre qu’il garantit la publicité des séances, le compte rendu intégral sert de procès-verbal officiel, aide les juridictions à interpréter la loi en leur révélant l’intention du législateur et garde la mémoire des délibérations pour les générations futures.

## Les comités secrets
Les comités secrets désignent la réunion à huis clos d’une assemblée, généralement à la demande d’un certain nombre de ses membres. Ils constituent une entorse au principe de la publicité des séances et visent à empêcher que des informations sensibles soient révélées aux ennemis de la nation. En France, des comités secrets furent organisés dans les deux chambres du Parlement au cours de la Première Guerre mondiale, en 1939 et en 1940. Des comptes rendus de ces séances furent néanmoins réalisés et publiés après chaque conflit.

## Le développement de la publicité audiovisuelle des débats
Dans la seconde moitié du XXe siècle, le développement des moyens de communication a permis la retransmission des débats par la radio, par la télévision puis par l’Internet. En France, la diffusion des questions au Gouvernement, à partir de 1982, a constitué un tournant dans la perception des travaux du Parlement par l’opinion. Des chaînes spécifiques ont été créées en France en 2000 : LCP et Public Sénat, qui sont soumises à de strictes conditions de neutralité et qui connaissent un certain succès.